# Den danske modstandsbevægelse
Den danske modstandsbevægelse var dels et civilt baseret modsvar til den tyske besættelse af Danmark under 2. verdenskrig, dels et militært koordineret modsvar, inspireret af engelsk militær. Modstandsbevægelsen i Danmark havde indtil 1942, hvor krigslykken skiftede, kun få medlemmer. Modstandsbevægelsen foretog sabotage af industri, jernbaner og likvidering af stikkere.
Modstandsbevægelsen blev aldrig stor og overtog ikke kontrollen af nogen områder fra tyskerne. Alligevel var den med til at præge indtrykket af besættelsen. Blandt de største bedrifter var redningsaktionen for de danske jøder til Sverige, en aktion der betragtes som en af de største aktioner gennemført af en modstandsbevægelse i et land besat af Nazi-Tyskland. Resultatet var, at langt størsteparten af den dansk/jødiske befolkning overlevede besættelsen.
Modstandsbevægelsen bestod af grupper fra alle dele af landet.
Blandt de tidligste var Thomas Sneum, Churchillgruppen og Hvidstengruppen. De største modstandsgrupper var Holger Danske, Ringen og BOPA. I Sverige samledes Den Danske Brigade, der kom i aktion i maj 1945.

## Den tidlige modstand 1940-1942
I de tidlige besættelsesår var modstandsbevægelsen ustruktureret, og aktioner forekom sporadisk. Et af de tidlige eksempler på denne type modstand var Churchill-klubben, som blev dannet i 1940 af en gruppe drenge i Aalborg. Gruppens sabotageaktioner bestod af ildspåsættelse, hærværk og våbentyveri.

### Modstanden bliver organiseret
Efter Tysklands invasion af Sovjetunionen i 1941 blev Danmarks Kommunistiske Parti (DKP) forbudt i Danmark. Partiet begyndte i løbet af 1942 at organisere væbnede modstandsgrupper vendt imod den tyske besættelsesmagt og den danske regerings samarbejdspolitik. Samtidig begyndte partiet at udgive den illegale avis Land og Folk, som blev et af de største illegale blade under besættelsen.
En af de kommunistiske modstandsgrupper, som blev dannet i løbet af 1942, var KOPA (Kommunistiske Partisaner). KOPA's aktiviteter bestod primært af mindre angreb med hjemmelavede bomber, hærværk og ildspåsættelser. I 1943 skiftede gruppen navn til BOPA (Borgerlige Partisaner). BOPA var under besættelsestiden med en lille kreds af aktive modstandsfolk i stand til at gennemføre adskillige store sabotageaktioner og likvideringer. BOPA stod bl.a. bag en af besættelsestidens største enkeltsabotager: sprængningen af radiofabrikken Torotor i Ordrup 2. januar 1945. Sprængstoffet til aktionerne skaffede BOPA sig ved tyverier, f.eks. fra Faxe Kalkbrud i december 1942.
Den anden store modstandsgruppe var Holger Danske, som blev stiftet i foråret 1943. Holger Danske var en ægte "borgerlig" modstandsgruppe i modsætning til BOPA.
De væbnede modstandsgrupper blev organiseret i kompagnier og mindre delinger. BOPA bestod i gennemsnit af 5-6 grupper á 6-7 mand. Udskiftningen var stor: de fleste var del af det praktiske arbejde i ca. 3-4 måneder, hvorefter de måtte flygte til Sverige, hvis de ikke var arresteret eller dræbt. I løbet af krigen var der ca. 300 mand i BOPA's kamp- og sabotagegrupper. Holger Danske eller HD var opdelt i gruppe I, II, III, IV og V. Grupperne kendte ikke hinanden på grund af den løse struktur; og blev en gruppe afsløret, kunne de andre fortsætte. Denne struktur var med til at sikre grupperne mod at blive optrævlet, men det skete alligevel i flere tilfælde.
Ved siden af de egentlige kampgrupper blev der organiseret grupper, som stod for transport af våben/flygtninge og våbenopsamling. En af de bedst kendte af denne type er Hvidstengruppen, som blev oprettet af Marius Fiil i 1943 på opfordring af den jyske modstandsbevægelses leder Flemming Juncker, som samarbejdede med den britiske enhed SOE om opbygningen af den jyske modstandsbevægelse. SOE havde væsentlig indflydelse på opbygningen af den danske modstandsbevægelse og nedkastede allerede tidligt faldskærmssoldater over Danmark.
En anden type var de politiske modstandsgrupper. I 1942 blev bevægelsen Frit Danmark, som bl.a. udgav det illegale blad af samme navn, dannet. Organisationen var et tværpolitisk initiativ, og blandt stifterne var den konservative politiker John Christmas Møller og kommunistpartiets leder Aksel Larsen.
I begyndelsen af besættelsen blev der dannet foreninger, der fokuserede på folkeoplysning. Modstandsgruppen Ringen ønskede at skabe et åndeligt modspil til nazismen. I 1943 var foreningen med til at danne Danmarks Frihedsråd sammen med Dansk Samling, Frit Danmark og DKP, og fra 1944 blev modstandsgruppen Holger Danske tilknyttet foreningen.
Det samme gjaldt det politiske parti Dansk Samling stiftet i 1936, som under besættelsen fordømte samarbejdspolitikken. Fra 1943 gik partiets netværk af lærere, præster og landmænd ind i den aktive modstandskamp primært i Holger Danske.
Ved siden af den civile modstandskamp var der et ønske fra de allierede om, at der skulle etableres en undergrundshær inden 1. marts 1944, som kunne bistå de allierede tropper ved en invasion. Organiseringen af undergrundshæren skete uden større koordinering indtil nytåret 1943/44. Her indgik Den lille Generalstab, som blev oprettet under den tyske internering af hærens officerer under Operation Safari 29. august 1943, i et samarbejde med frihedsrådet i M-udvalget. M-udvalget inddelte Danmark i seks regioner og senere syv med Bornholm, med regional ledelse. Oprindelig tillod Generalstaben ikke, at officererne søgte over i det civile illegale arbejde på egen hånd, men fra foråret 1944 accepteredes det, at officerer indgik i dannelsen af militærgrupper eller M-grupper. Betegnelsen O-grupper betød officersgrupper på Sjælland. Den lille Generalstab var loyal over for det etablerede Danmarks repræsentanter, politikerne og kong Christian 10.

### Grupperne
Denne liste er ufuldstændig; hjælp gerne med at udfylde den.
| Gruppe                             | Aktiv                               | Geografiske område | Modstandsaktiviteter                                                       | Medlemmer                                | Faldne | Væsentlige aktioner | Politisk observans                 |
| ---------------------------------- | ----------------------------------- | ------------------ | -------------------------------------------------------------------------- | ---------------------------------------- | ------ | --- | ---------------------------------- |
| BOPA (tidligere KOPA)              | 1942- 1945                          | Hele landet        | Udgivelse af illegale blade, sabotage, organisering af ventegrupper        | ca. 400, 125-175 ved krigens afslutning. | ca. 40 | Sprængning af radiofabrikken Torotor i Ordrup i luften den 2. januar 1945, samt diverse andre sprængninger af industrianlæg. Samt 20 likvideringer.                       | Kommunistisk                       |
| Churchill-klubben                  | 1940 - 1942                         | Aalborg            | Mindre sabotage                                                            | 11                                       | 0      | Diverse hærværk, våbentyverier og ildspåsættelser. | Borgerlig                          |
| Holger Danske                      | 1943-1945                           | Primært København  | Sabotage, likvideringer                                                    | ca. 350 (1945)                           | 64     | Sprængningen af Forum-hallen på Frederiksberg 24. august 1943 og angrebet på B&W i 1944. Udførte desuden ca. 100 stikkerlikvideringer.                                    | Borgerlig                          |
| L-gruppe                           | 1940-1945                           | Jylland            | Tidligt sabotage, senere likvideringer                                     | ca. 100[kilde mangler]                   | 3+     | Udførte 18 likvideringer. |                                    |
| Studenternes Efterretningstjeneste | 1942-1945                           | Primært København  | Illegal transport til Sverige, udgivelse af illegale blade.                | ca. 500                                  | 5+     | Organiserede flugtruter for jøder til Sverige, udgav illegalt blad, indsamlede efterretning, som blev sendt til London, sabotage, våbensmugling, likvidering af stikkere. | Konservativ, antikommunistisk      |
| Ringen                             | 31. oktober 1941 - 22. oktober 1945 | Hele landet        | Folkeoplysning, udgivelse af illegale blade, organisering af ventegrupper. | ca. 1000                                 | 0      | Deltagelse i Danmarks Frihedsråd | Socialdemokratisk                  |
| Grupper omkring Dansk Samling      | 1941 - 1945                         | Hele landet        | Våbenmodtagelse, sabotage, illegale blade, rekrutteringsmiljø.             | ca. 140 aktive                           | 40     | Tidligt kontaktnetværk for SOE, rekruttering, jernbanesabotage. | Grundtvigiansk nationalt borgerlig |
| Hvidstengruppen                    | 1943 - 1944                         | Himmerland         | Våbenmodtagelse                                                            | I alt 25                                 | 8      | Modtagelse af våbenleverancer til Hvidsten Kro | Nationalt, Borgerligt              |

## Modstandsbevægelsens ledelse

### Danmarks Frihedsråd
Danmarks Frihedsråd blev dannet af fem danskere på et møde 16. september 1943 i en lejlighed på Nørrebrogade i København. Det var det nærmeste, Danmark kom til en alternativ regering under besættelsen.
Målet var at koordinere de forskellige modstandsgruppers arbejde mod den tyske besættelse. Rådet holdt normalt ugentlige møder på forskellige adresser i København, og det nedsatte en række underudvalg til at tage sig af områder som
- våbenfordeling, der især vedrørte fordeling af de våben, som allierede flyvemaskiner nedkastede til modstandsbevægelsen
- illegal presse
- udarbejdelse af lovforslag til et retsopgør efter krigens afslutning
- kontakt med politikerne

Organisationen oprettede også repræsentationer i udlandet.
Frihedsrådet opløstes i juli 1945 og erstattedes af Frihedsbevægelsens Samråd, som fungerede til oktober 1946.

### Den lille Generalstab
Den lille Generalstab blev oprettet som konsekvens af tyskernes internering af Hæren under Operation Safari den 29. august 1943. Generalstaben blev ledet af kaptajn Viggo Hjalf bistået af unge officerer som kaptajn P.V.T. Ahnfeldt-Mollerup, der skulle organisere hærens officerer og befalingsmænd på baggrund af de nye tilstande. Formålet var, at fastholde et kontaktnetværk mellem Hærens officerer. Staben blev etableret under general Ebbe Gørtz, og den etablerede relationer til alle grupper inden for det danske illegale miljø, samt til lederne af det illegale arbejde i Danmark, Sverige og England.
Gennem udpegning af regionsledere og militære by- og afsnitsledere fik Generalstaben placeret officerer på nøgleposter i modstandsbevægelsen. Herved sikrede den sig loyalitet over for Hæren i store dele af bevægelsen.
Den lille Generalstab var repræsenteret i Frihedsrådet – senest i K-udvalget – men i marts 1945 kom Den lille Generalstab i konflikt med dele af Frihedsrådet, samt med faldskærmschefen Ole Lippmann. Striden gjaldt primært våbenfordelingen mellem modstandsgrupperne, og Generalstaben blev mistænkt for at tilgodese Hærens modstandsgrupper gennem våbenforsyninger, mens de ofte kommunistisk dominerede civile sabotagegrupper kom i anden række. Den skæve våbenfordeling bundede i den mistro, der herskede mellem det etablerede Danmark og de kommunistiske cirkler inden for modstandsbevægelsen. Sabotagegruppen BOPA ytrede, at den ikke fik de nødvendige våben pga. organisationens kommunistiske oprindelse. Historien udmøntede sig efter befrielsen i en intens offentlig debat bl.a. i Land og Folk, hvor Viggo Hjalf blev udskældt. Det kom til et injuriesøgsmål, som Land og Folk tabte. Hjalf fik ikke mulighed for at fortsætte som hærens øverstbefalende.

## Modstandsbevægelsens arbejdsområder

### Sabotage
Under besættelsen udførte modstandsbevægelsen sabotage på fabrikker, vognparker, forlægninger og jernbaner for at skade og påvirke tyskerne. På den måde forsøgte modstandsfolkene at hjælpe de allierede, som var i krig mod Tyskland. Samtidig ville modstandsfolkene også bremse den danske regerings samarbejde med den tyske besættelsesmagt.
Fra november 1942 til maj 1945 blev der gennemført 1526 jernbanesabotager, de fleste i Jylland. Formålet var at sinke tyske troppebevægelser til og fra Norge.
Som modtræk til den stigende sabotage prøvede tyskerne at vende stemningen i befolkningen ved at sprænge steder, de vidste betød noget for danskerne. Som Tivoli i København, der 25 juni 1944 bombesprængtes af dansk- tyske terrorgrupper. Men det lykkedes dog ikke at få danskerne til at tro, at det var modstandsbevægelsen, som havde været i aktion. Disse aktioner blev kaldt ”Schalburgtage” efter Schalburgkorpset, fra hvis efterretningstjeneste nogle af hovedmændene kom.

### Stikkerlikvideringerne
Likvideringerne af stikkere og andre, som samarbejdede med tyskerne, er et af de mest omdiskuterede områder i den danske modstandskamp. Efter krigen blev ca. 400 drab tilskrevet denne kategori. Det var primært BOPA og Holger Danske, som foretog likvideringerne i København, mens det var de omrejsende L-Grupper, en betegnelse for "likviderings-grupperne", som foretog likvideringerne i Jylland.
Ordet ”stikkerlikvidering” er egentlig misvisende, idet flere likviderede ikke var egentlige stikkere, men blev anset for en fare for modstandsbevægelsen.[kilde mangler] Blandt de likviderede var fremtrædende medlemmer af DNSAP, medlemmer af Schalburgkorpset og andre terrorkorps samt personer, som arbejdede for tyskerne som marinevægtere og lign. Enkelte medlemmer af modstandsbevægelsen blev likvideret af deres egne, fordi de var for åbenmundede. Nogle blev dræbt fordi de tilfældigvis var sammen med en, som skulle likvideres, og i nogle tilfælde skete der navneforvekslinger og lignende. I et enkelt tilfælde viste det sig, at der blev begået et rovmord af nogen med tilknytning til modstandsbevægelsen.[kilde mangler]

### Den illegale presse
Den illegale presse var en væsentlig del af den civile modstandsbevægelse. Der blev under krigen udgivet en række landsdækkende og lokale blade, samtidigt med at BBC sendte radioudsendelser til den danske befolkning.
Land og Folk: Fra oktober 1942 begyndte DKP at udgive det illegale blad Land og Folk en gang om måneden, senere hyppigere. I krigens sidste år nåede avisen et oplag på 120.000. Umiddelbart efter besættelsens afslutning, 5. maj 1945, blev avisen et dagblad.
Frit Danmark: Udgivet af bevægelsen "Frit Danmark". Bladet udkom i første omgang i et oplag på ca. 5000, men udkom i et oplag på ca. 144.000 i marts 1945.
De frie Danske: Udgivet i København fra december 1941. De frie Danske var et af de første undergrundsblade, der bragte fotos, og var samtidig det første ikke-kommunistiske illegale blad.

## Modstandsbevægelsen fra 1943
1943 var et nøgleår for den danske modstandsbevægelse. Dels blev modstandskampen mere organiseret med Danmarks Frihedsråd og Den lille Generalstab, dels indførte værnemagten kraftige sanktioner mod modstandsbevægelsen.

### Augustoprøret 1943
Efter folketingsvalget i marts 1943 voksede utilfredsheden med den tyske besættelse, og det førte til omfattende strejker og civile uroligheder i sommeren 1943. Oprøret begyndte i Odense med strejker, demonstrationer og uro i gaderne og spredte sig herfra til en række andre byer på Fyn samt til bl.a. København, Esbjerg, Aalborg og Aarhus. Som følge af oprøret og den uenighed, der var mellem partier om samarbejdspolitikken, trådte samlingsregeringen tilbage 29. august 1943. Den danske regering nægtede at følge den tyske besættelsesmagts krav om undtagelsestilstand og dødsstraf for sabotage.
Augustoprøret 1943 gav den tyske general Hermann von Hanneken påskud til Operation Safari, så den danske hær og flåde ikke kunne hjælpe de allierede styrker i tilfælde af en invasion. Operation Safari (tysk: Unternehmen Safari) var en militæroperation gennemført af den tyske værnemagt tidligt om morgenen 29. august 1943 med det formål at afvæbne og opløse den danske hær og flåde i kølvandet på augustoprøret og samarbejdspolitikkens ophør. Flådens sænkning var en vigtig begivenhed som dansk modsvar til aktionen. På dansk side resulterede operationen i 23 faldne, 2 dræbte civile og ca. 56 danske sårede. Tyskerne havde tilsvarende tab. Hærens officerer blev interneret til oktober 1943.
Under oprøret fandt en træfning ved Hollandshus sted natten mellem 17. og 18. august 1943. Det var den første begivenhed, hvor tyske soldater og danske modstandsfolk kom i ildkamp. Modstandsmanden Niels Erik Vangsted blev dræbt, og Poul Edvin Kjær Sørensen blev taget til fange og blev som den første dansker dømt til døden ved en tysk krigsret og henrettet 28. august 1943. Henrettelsen medvirkede til, at den danske regering opgav samarbejdspolitikken dagen efter.

### Indførelsen af dødsstraf og deportation
Den tyske besættelsesmagt gennemførte den 28. august 1943 den første henrettelse i Ryvangen, hvor den kommunistiske modstandsmand Paul Edvin Kjær Sørensen blev skudt. Samme år gennemførte værnemagten den første massehenrettelse, da den henrettede fem unge modstandsfolk med tilknytning til Konservativ Ungdom i Skæring ved Aarhus. I løbet af krigen blev der gennemført adskillige massehenrettelser af hele modstandsgrupper eller grupper af modstandsfolk, bl.a. de otte medlemmer af Hvidstengruppen, som blev henrettet 29. juni 1944, og 17. marts 1945, hvor syv medlemmer af Holger Danske blev henrettet. Massehenrettelsernes formål var at skræmme og chokere civilbefolkningen.
Derudover gennemførte tyskerne uofficielle henrettelser som massakren ved Osted 9. august 1944, hvor 11 modstandsfolk fra BOPA og Holger Danske blev skudt. Der omkom adskillige modstandsfolk som følge af tortur under forhør i fangenskab.

#### Deportation til KZ-lejre
Efter samarbejdspolitikkens sammenbrud 29. august 1943 begyndte de tyske myndigheder at deportere ca. 6000 danskere til koncentrationslejre.
Ca. 2.850 modstandsfolk blev sendt i koncentrationslejre. De fleste blev sendt til Neuengamme, Sachsenhausen og Dachau.

### Evakueringen af de danske jøder
Evakueringen af de danske jøder fandt sted i oktober 1943, efter at den tyske skibsfartsattache Georg Ferdinand Duckwitz 28. september 1943 røbede den forestående deportation til formanden for socialdemokratiet, Hans Hedtoft, der kontaktede den danske modstandsbevægelse og de danske jøder.

## 1944

### Folkestrejken
Opildnet af de allieredes landgang i Normandiet 6. juni 1944 udførte modstandsgruppen BOPA 22. juni en dristig aktion mod Riffelsyndikatet, hvor de ødelagde bygninger og erobrede betydelige mængder våben. Tyskerne svarede igen med terrorangreb mod Studentergården, Borgernes hus, Den Kongelige Porcelænsfabrik samt 25. juni Tivoli blev schalburgteret. Samme dag indførtes en streng spærretid fra 20 aften til 5 morgen. Det var varmt sommervejr, som københavnerne nu ikke kunne nyde om aftenen. Arbejderne på B&W meddelte så, at hvis de ikke kunne få lov at passe deres kolonihaver om aftenen, måtte de gøre det om dagen, da de ikke kunne undvære de grøntsager, de dyrkede, og derfor gik de alle hjem kl. 14.
30. juni til 5. juli var tidsrummet for den egentlige folkestrejke. Werner Best gav den indrømmelse, at Schalburgkorpset blev taget væk fra gaderne, og at spærretiden blev ophævet. Det fik Frihedsrådet til at afblæse strejkerne og erklære, at sejren var vundet. I radioen opfordrede ledende politikere alle til at genoptage arbejdet.
96 blev dræbt og over ca. 700 såret (ifølge bladet Frit Danmark).

## Efter krigen

### Offentlig anerkendelse
Mindelunden i Ryvangen blev indviet 5. maj 1950 til minde for de danske modstandsfolk, der faldt under Besættelsen 1940-1945.

## Modstandsbevægelsen i populærkulturen
Der er siden krigens afslutning blevet udgivet adskillige romaner, samt film om modstandsbevægelsen.

### Film
- De røde Enge, 1945 - Film om en fiktiv modstandsgruppe, der trues af en stikker.
- Den usynlige hær, 1945 - Film baseret på Knud Sønderbys bog af samme navn. Den handler om en tilfældig modstandsgruppe der planlægger og udfører en sabotage.
- Drengene fra Sankt Petri, 1991 – løst inspireret af historien om sabotagegruppe Churchill-klubben.
- De nøgne træer, 1991 - Film baseret på romanen af samme navn, skrevet af Tage Skou-Hansen.
- Flammen & Citronen, 2008 – Film om Bent Faurschou-Hviid (kendt under dæknavnet Flammen) og Jørgen Haagen Schmith (kendt som Citronen)
- Hvidsten Gruppen, 2012 – Omhandler modstandsgruppen Hvidstengruppen.
- Hvidsten Gruppen 2 - de efterladte, 2021 – Omhandler modstandsgruppen Hvidstengruppen.
- De forbandede år, 2020 - Film med fiktiv fortælling om en familie under besættelsen i Danmark
- De forbandede år 2, 2022 - fortsættelse af De forbandede år